# Макдона (Џорџија)
Макдона (Џорџија) (енгл. McDonough) град је у америчкој савезној држави Џорџија. По попису становништва из 2010. у њему је живело 22.084 становника.

## Демографија
Према попису становништва из 2010. у граду је живело 22.084 становника, што је 13.591 (160,0%) становника више него 2000. године.
| Група             | 2000.         | 2010.          |
| Белци             | 5.090 (59,9%) | 7.153 (32,4%)  |
| Афроамериканци    | 2.913 (34,3%) | 12.857 (58,2%) |
| Азијати           | 118 (1,4%)    | 391 (1,8%)     |
| Хиспаноамериканци | 295 (3,5%)    | 1.340 (6,1%)   |
| Укупно            | 8.493         | 22.084         |